# Dyckia alba
Dyckia alba är en gräsväxtart som beskrevs av S.Winkl. Dyckia alba ingår i släktet Dyckia och familjen Bromeliaceae. Inga underarter finns listade i Catalogue of Life.